# Даньшин, Игорь Михайлович
Игорь Михайлович Даньшин (5 июня 1905 года, Керки, Чарджоуская область, Туркмения — 28 августа 1961 года, Ленинград) — советский военачальник, генерал-майор артиллерии (18 ноября 1944), участник Великой Отечественной войны.

## Биография
С сентября 1925 года начал служить в Рабоче-крестьянской Красной армии.

#### Образование
В 1929 году окончил 1-ю Ленинградскую артиллерийскую школу им. Красного Октября. 7 сентября 1925 года добровольно поступил в 1 -ю Ленинградскую артиллерийскую школу имени Красного Октября. В декабре 1932 года был зачислен слушателем инженерно-командного факультета Артиллерийской академии РККА им. Ф. Э. Дзержинского. В 1938 году окончил инженернокомандный факультет Артиллерийской академии РККА им. Ф. Э. Дзержинского. Окончив её, был назначен начальником отдела стрельбы и огневой подготовки Артиллерийско-стрелкового комитета и Курсов усовершенствования командного состава зенитной артиллерии в городе Евпатория.

### Великая Отечественна война
В апреле 1941 года он был назначен начальником штаба Свирского бригадного района ПВО. Во время Великой Отечественной войны Свирский бригадный район ПВО имел важное значение, так как обеспечивал прикрытие единственного пути снабжения блокадного Ленинграда.
В январе 1942 года майор Даньшин был назначен начальником отдела ПВО 55-й армии Ленинградского фронта. Участвовал с ней в битве за Ленинград в районе Невской Дубровки и Каменки.
В марте 1943 года был назначен командиром 22-й зенитной артиллерийской дивизии РГК и был направлен вместе с ней на Юго-Западный фронт и воевал в его составе до конца войны. Части дивизии участвовали в Изюм-Барвенковской, Донбасской, Запорожской, Березнеговато-Снигиревской наступательных операциях. 20 ноября 1943 года за эти заслуги он был награжден орденом Красного Знамени.
Дивизия участвовала в Будапештской и Венской операциях, в последней сотрудничала совместно с 5-й танковой армией. Благодаря частям дивизии с 1943 года и до конца войны было уничтожено 264 вражеских самолета, до 3-х полков пехоты и подбито 45 танков. За успешную службу дивизии было присвоено почетное наименование «Запорожская», и она была награждена орденами Богдана Хмельницкого II степени и Кутузова II степени. Генерал-майора артиллерии Даньшина, за его успешную работу в операциях на территории Венгрии и Югославии, наградили орденом Богдана Хмельницкого II степени и югославским орденом «Заслуги перед народом» 1-й степени.

### После войны
Даньшин был назначен в Артиллерийскую академию имени Ф. Э. Дзержинского и занимал должности преподавателя и старшего преподавателя кафедры тактики зенитной артиллерии. В августе 1956 года был назначен начальником Центральных зенитных артиллерийских КУОС (Центральные зенитные артиллерийские офицерские курсы).
11 января 1960 года был уволен в отставку по болезни. Умер 28 августа 1961 года, похоронен на Красненьком кладбище в Санкт-Петербурге.

## Награды[1]
- Орден Ленина (15.11.1950);
- 3 Ордена Красного Знамени (20.11.1943; 06.05.1946; 30.12.1956)[2];
- Орден Богдана Хмельницкого II степени (28.04.1945)[3]
- Орден Отечественной войны II степени 02.09.1944)[4];
- Орден Красной Звезды (03.11.1944);
- Медаль «За оборону Ленинграда» (22.12.1942);
- Медаль «За взятие Будапешта» (09.06.1945);
- Медаль «За победу над Германией в Великой Отечественной войне 1941—1945 гг.» (09.05.1945).